# تيري وليامز (لاعب كرة قدم أمريكية)
تيري وليامز (بالإنجليزية: Terry Williams)‏ هو لاعب كرة قدم أمريكية أمريكي، ولد في 14 أكتوبر 1965 في هومستيد في الولايات المتحدة.

## وصلات خارجية
- تيري وليامز على موقع مرجع كرة القدم المحترفة.كوم (الإنجليزية)